# Bayern-Rundfahrt 1973
Die Bayern-Rundfahrt 1973 war ein Etappenrennen im Straßenradsport, das vom 21. bis zum 26. Mai im Bundesland Bayern stattfand. Das Rennen führte über fünf Etappen. Die Gesamtlänge der Rundfahrt betrug 830 Kilometer. Sieger wurde Andreas Troche.

## Rennverlauf
Am Start waren 14 Mannschaften mit jeweils fünf Radrennfahrern. Neben Nationalmannschaften aus den Niederlanden, Österreich (drei Teams), Polen und Deutschland waren Mannschaften aus den Landesverbänden Baden, Berlin, Bayern (zwei Teams), Hamburg, Niedersachsen und Nordrhein-Westfalen im Bund Deutscher Radfahrer (BDR) sowie eine Münchener Auswahl angetreten. Gesamtsieger wurde Andreas Troche. Der dreifache Etappensieger Jan Smyrak (LV Bayern II) wurde 13. der Gesamtwertung, nachdem er auf der 3. Etappe nach einem Hungerast viel Zeit verloren hatte.

## Etappen
| Etappe    | Tag     | Start – Ziel        | km  | Etappensieger      |  |
| --------- | ------- | ------------------- | --- | ------------------ |  |
| 1. Etappe | 21. Mai | Coburg – Kulmbach   | 130 | Jan Smyrak         |  |
| 2. Etappe | 22. Mai | Kulmbach – Bayreuth | 192 | Algis Oleknavicius |  |
| 3. Etappe | 23. Mai | Bayreuth – Nürnberg | 173 | Olaf Paltian       |  |
| 4. Etappe | 24. Mai | Nürnberg – Augsburg | 151 | Jan Smyrak         |  |
| 5. Etappe | 25. Mai | Augsburg – München  | 184 | Jan Smyrak         |  |

## Gesamteinzelwertung
|     | Fahrer             | Team          | Zeit (h)       |
| --- | ------------------ | ------------- | -------------- |
| 01. | Andreas Troche     | BDR           | 21:10:55 h     |
| 02. | Wolfgang Steinmayr | Österreich II | + 1:29 Minuten |
| 03. | Michael Becker     | LV Berlin     | + 2:22 Minuten |
| 04. | Peter Weibel       | LV Baden      | + 2:30 Minuten |
| 05. | Algis Oleknavicius | LV Berlin     | + 3:30 Minuten |
| 06. | Roman Humenberger  | Österreich I  | + 3:31 Minuten |
| 0 … |                    |               |                |

## Mannschaftswertung
Sieger der Mannschaftswertung wurde der LV Berlin vor der Auswahl des BDR und dem Team Österreich II.